# Białoruska Służba Ojczyźnie
Białoruska Służba Ojczyźnie (biał. Беларуская Служба Бацькаўшчынае, BSB) – białoruska kolaboracyjna organizacja młodzieżowa działająca na okupowanej Białorusi podczas II wojny światowej. 

## Historia
Białoruska Służba Ojczyźnie powstała jesienią 1943 z inicjatywy prof. Wacława Iwanouskiego, przewodniczącego Białoruskiej Centralnej Rady. Była ona wzorowana na niemieckim Reichsarbeitsdienst (RAD). Jej członkowie na lewym rękawie nosili opaskę w barwach narodowych ze skrótem "БСБ". W październiku 1943 wyjechała do łotewskiej Mitawy 15-osobowa grupa działaczy BSB z baranowickiego rejonu na 3-miesięczny kurs kierowników prowadzony przy VIII okręgu RAD. Po powrocie na Białoruś stanowili oni kadrę kierowniczą organizującego się BSB. Kolejny kurs odbył się od lutego do czerwca 1944 w Królewcu. Uczestniczyli w nim Białorusini z rejonu mołodeckiego i mińskiego. Po jego zakończeniu zwiedzili kilka miast w Prusach Wschodnich, zapoznając się z działalnością miejscowych struktur RAD. Przed zajęciem obszaru Białorusi przez Armię Czerwoną zdołał jeszcze zostać zorganizowany w Słonimie batalion BSB. W czasie ewakuacji do III Rzeszy Niemcy początkowo rozkazali Białorusinom udać się do Prus Wschodnich i wziąć udział w obronie przed nacierającymi wojskami sowieckimi. Kierownictwu BSB udało się jednak doprowadzić do zmiany tej decyzji. Większość członków BSB pozostała na Białorusi. Do Rzeszy ewakuowało się ok. 120 działaczy, którzy przybyli do miejscowości Eger w Protektoracie Czech i Moraw. Większość z nich została skierowana do obrony przeciwlotniczej miejscowej bazy lotniczej. Później część członków BSB trafiła do 30 Dywizji Grenadierów SS, formowanej od marca 1945.
Funkcje w BSB: сябра, старшы сябра, груповы, зьвязовы, малодшы майстра, майстра.